# Harth (Landkreis Greiz)

Lage der ehemaligen Gemeinde im Landkreis Greiz (Stand: 14. Oktober 1995)

Harth war eine kurzlebige Gemeinde im Westen des thüringischen Landkreises Greiz.
Die Gemeinde entstand zum 9. April 1994 aus dem Zusammenschluss der Gemeinden Köfeln, Frießnitz und Burkersdorf. Sie wurde zusammen mit Crimla Mitglied der Verwaltungsgemeinschaft Harth. Zum 21. Dezember 1995 erfolgte der Zusammenschluss mit der Nachbargemeinde Pöllnitz zur Gemeinde Harth-Pöllnitz, wodurch die Verwaltungsgemeinschaft Harth aufgelöst wurde.